# Trans Air Benin
Trans Air Benin es una aerolínea regular de pasajeros con base en Cotonú en Benín. Fue fundada en 2000 y comenzarán a operar en noviembre de 2000. Efectúa vuelos regionales en la zona Oeste de África con aviones alquilados a otras compañías.

## Códigos
- IATA: N4
- ICAO: TNB
- Callsign: TRANS-BENIN

## Destinos

### Domésticos
- Natitingou
- Parakou[1]

### Internacionales
- Abiyán, Costa de Marfil
- Bamako, Mali
- Brazzaville, República del Congo
- Dakar, Senegal
- Lomé, Togo
- Pointe-Noire, República del Congo